# Luke Littler
Luke Littler MBE (* 21. ledna 2007 Warrington) je anglický hráč šipek a současný mistr světa. V chlapeckých a dorosteneckých kategoriích výrazně převyšoval své vrstevníky a překonával většinu věkových rekordů. V pouhých 16 letech se probojoval do finále mistrovství světa organizace PDC. Ve své první sezóně mezi profesionály pak získal tři velké televizní tituly, a to v Premier League, na Grand Slamu a na World Series of Darts Finals. Povedený rok pak korunoval titulem mistra světa, když ve finále porazil Michaela van Gerwena. V sezóně 2025 pak vyhrál UK Open. Je znám pro své vysoké skórování a úspěšnost na jeho nejoblíbenějším doublu 10.
V červnu 2025 se stal členem Řádu britského impéria za přínos šipkám.

## Kariéra

### Začátky
Luke Littler se narodil 21. ledna 2007. Své útlé dětství strávil v Runcornu, než se rodina přestěhovala do Warringtonu. Svůj první terč dostal již v osmnácti měsících věku. Brzy začal pilně trénovat a již v 6 letech hodil své první maximum. V roce 2017 se připojil do akademie Saint Helens a začal hrát juniorské turnaje.

### 2022
Díky vítězství na Irish Open se kvalifikoval na mistrovství světa organizace WDF. Tam se mu jako patnáctiletému podařilo vyhrát jeden zápas. Během roku pak vyhrál ještě například Welch Open nebo Romanian Classic. Na konci roku ovládl finále mistrovství světa JDC, konané v Alexandra Palace v Londýně.

### 2023
Na začátku roku ovládl během jednoho víkendu dvojici turnajů British Classic a British Open. Na začátku března proběhl jeho debut na major turnaji organizace PDC, když se jako amatér dostal na UK Open. Podařilo se mu dostat do čtvrtého kola, kde ho vyřadil Adam Gawlas v poměru 8–10. Ve zbytku roku se úspěšně účastnil Modus Super Series a Development Tour, kde vyhrál pět turnajů. V této sérii skončil na druhém místě a kvalifikoval se na mistrovství světa organizace PDC. Na konci roku ještě ovládl dva juniorské šampionáty.

### 2024
Luke Littler se v 16 letech zúčastnil svého prvního mistrovství světa jako druhý hráč žebříčku Development Tour, když před ním skončil jen Gian van Veen. V prvním kole porazil Christiana Kista a stal se nejmladším vítězem zápasu na mistrovství světa PDC, to vše s průměrem přes 106 bodů. Ve druhém kole ho čekal úřadující vítěz UK Open Andrew Gilding, kterého porazil 3–1. Po vánoční přestávce se představil ve třetím kole proti Mattu Campbellovi, který předtím vyřadil Jamese Wadea. I tomu však povolil jen jeden set. Ve čtvrtém kole se střetl s pětinásobným mistrem světa Raymondem van Barneveldem. 
Zde předvedl další průměr nad 105 bodů a vyhrál pohodlně v poměru 4–1. Ve čtvrtfinále na něj čekal kat Gerwyna Price i Garyho Andersona Brendan Dolan. Luke navázal na své výkony z předchozích kol a povolil mu opět jen jeden set. V semifinále se postavil bývalému mistrovi světa Robu Crossovi. V utkání Luke hodil 16 maximálních náhozů a Rob Cross i přes nadstandardní výkon uhrál jen dva sety, když podlehl 2–6. Luke se stal zdaleka nejmladším a nejníže nasazeným hráčem, který se dostal až do finále. Zde se představil 3. ledna 2024 proti Luku Humphriesovi, který se vítězstvím v semifinále stal novou světovou jedničkou. Littler byl jednu šipku od vedení 5–2 na sety, tu však nevyužil a Humphries ovládl zbytek zápasu v poměru 7–4.
Hned o týden později vyhrál při debutu na World Series of Darts v Bahrajnu. Během roku se mu podařilo ovládnout ještě zastávku v Polsku, tři turnaje Players Championship a dva turnaje European Tour.
Luke se hned při svém prvním roce na okruhu dostal díky divoké kartě do Premier League. Po základní části, kde ovládl hned 4 večery, se z prvního místa kvalifikoval do play-off. Zde nejprve porazil v semifinále Michaela Smithe 10–5, a poté si poradil ve finále s Lukem Humphriesem, kde zavřel i leg na devět šipek, 11–7.
Ve zbytku roku se mu podařilo ovládnout ještě World Series of Darts Finals a Grand Slam of Darts, jeho první hodnocený televizní titul. Jeho nejnižší průměr na turnaji přesáhl 102 bodů a ve finále dominanci potvrdil, když přejel Martina Lukemana.

### 2025
Na mistrovství světa tentokrát přijel jako jeden z největších favoritů. Ve druhém kole porazil 3–1 Ryana Meikla, přičemž v posledním setu zahrál průměr 140,91 bodů, čímž překonal rekord turnaje. Pak vyřadil Iana Whitea, Ryana Joyce a Nathana Aspinalla, v semifinále pak nedal šanci Stephenu Buntingovi. Po roce se tak Luke opět dostal ve finále, tentokrát proti němu stál Michael van Gerwen. Littler se rychle ujal vedení 4–0 a zbytek zápasu ovládl 7–3. V 17 letech se tak stal jednoznačně nejmladším mistrem světa.
Na World Masters skončil ve čtvrtfinále na šipkách Jonnyho Claytona. Na začátku března se mu pak podařilo ovládnout UK Open, když ve finále porazil 11–2 na legy Jamese Wadea. Skvělým způsobem zahájil také sezónu Premier League, když vyhrál druhý, pátý, sedmý i osmý večer. Na závěr ovládl ještě dva večery v Birminghamu a Sheffieldu a s celkovým ziskem 45 bodů překonal rekord soutěže, který předchozí rok sám stanovil. Do finálového večera vstupoval s nadějí na obhájení titulu a v semifinále udolal svého neoblíbeného soupeře Gerwyna Price, kterého porazil 107. Po pauze nastoupil do finálové odvety s Lukem Humphriesem

## Výsledky na mistrovství světa

### WDF
- 2022: 3. kolo (porazil ho Richard Veenstra 0–3)

### PDC
- 2024: Finalista (porazil ho Luke Humphries 4–7)
- 2025: Vítěz (porazil Michaela van Gerwena 7–3)

## Finálové zápasy

### Major turnaje PDC: 8 (5 titulů)
| Legenda                            |
| ---------------------------------- |
| Mistrovství světa (1–1)            |
| UK Open (1–0)                      |
| Premier League (1–1)               |
| World Series of Darts Finals (1–0) |
| Grand Slam (1–0)                   |
| Players Championship Finals (0–1)  |

| Výsledek  | No. | Rok  | Turnaj                       | Soupeř             | Skóre    |
| --------- | --- | ---- | ---------------------------- | ------------------ | -------- |
| Finalista | 1.  | 2024 | Mistrovství světa            | Luke Humphries     | 4–7 (s)  |
| Vítěz     | 1.  | 2024 | Premier League               | Luke Humphries     | 11–7 (l) |
| Vítěz     | 2.  | 2024 | World Series of Darts Finals | Michael Smith      | 11–4 (l) |
| Vítěz     | 3.  | 2024 | Grand Slam of Darts          | Martin Lukeman     | 16–3 (l) |
| Finalista | 2.  | 2024 | Players Championship Finals  | Luke Humphries     | 7–11 (l) |
| Vítěz     | 4.  | 2025 | Mistrovství světa            | Michael van Gerwen | 7–3 (s)  |
| Vítěz     | 5.  | 2025 | UK Open                      | James Wade         | 11–2 (l) |
| Finalista | 3.  | 2025 | Premier League               | Luke Humphries     | 8–11 (l) |

### Světová série PDC: 4 (2 tituly)
| Výsledek  | No. | Rok  | Turnaj                   | Soupeř             | Skóre   |
| --------- | --- | ---- | ------------------------ | ------------------ | ------- |
| Vítěz     | 1.  | 2024 | Bahrain Darts Masters    | Michael van Gerwen | 8–5 (l) |
| Finalista | 1.  | 2024 | Dutch Darts Masters      | Michael van Gerwen | 6–8 (l) |
| Vítěz     | 2.  | 2024 | Poland Darts Masters     | Rob Cross          | 8–3 (l) |
| Finalista | 2.  | 2024 | Australian Darts Masters | Luke Humphries     | 1–8 (l) |

## Výsledky na turnajích

### WDF
| Turnaj                      | 2022 | 2023 |
| --------------------------- | ---- | ---- |
| Hodnocené televizní turnaje |      |      |
| Mistrovství světa           | 3R   | WD   |
| World Masters               | 3R   | NH   |

### PDC
| Turnaj                          | 2023 | 2024 | 2025 |
| ------------------------------- | ---- | ---- | ---- |
| Hodnocené televizní turnaje     |      |      |      |
| Mistrovství světa               | DNQ  | F    | W    |
| World Masters                   | DNQ  | DNQ  | QF   |
| UK Open                         | 4R   | QF   | W    |
| World Matchplay                 | DNQ  | 1R   |      |
| World Grand Prix                | DNQ  | 1R   |      |
| Mistrovství Evropy              | DNQ  | 1R   |      |
| Grand Slam of Darts             | DNQ  | W    |      |
| Players Championship Finals     | DNQ  | F    |      |
| Nehodnocené televizní turnaje   |      |      |      |
| Premier League                  | DNQ  | W    | F    |
| World Cup of Darts              | DNQ  | DNQ  | 2R   |
| World Series of Darts Finals    | DNP  | W    |      |
| Mistrovství světa juniorů       | W    | DNP  |      |
| Statistika                      |      |      |      |
| Pořadí v žebříčku na konci roku | 31   | 2    |      |

| Legenda | Legenda | Legenda | Legenda        | Legenda | Legenda           | Legenda | Legenda     | Legenda | Legenda |
| ------- | ------- | ------- | -------------- | ------- | ----------------- | ------- | ----------- | ------- | ------- |
| #R      | kolo    | QF      | čtvrtfinále    | SF      | semifinále        | F       | finalista   | W       | vítěz   |
| RR      | skupina | DNP     | nezúčastnil se | DNQ     | nekvalifikoval se | NH      | nekonalo se | C       | zrušeno |

## Zakončení devíti šipkami
Seznam televizních zakončení legů devítkou, tedy nejnižším možným množstvím šipek. 
| Datum           | Soupeř             | Turnaj                | Způsob                          |
| --------------- | ------------------ | --------------------- | ------------------------------- |
| 19. ledna 2024  | Nathan Aspinall    | Bahrain Darts Masters | 3 × T20; 3 × T20; T20, T19, D12 |
| 23. května 2024 | Luke Humphries     | Premier League Darts  | 3 × T20; 3 × T20; T20, T19, D12 |
| 20. března 2025 | Michael van Gerwen | Premier League Darts  | 3 × T20; 3 × T20; T20, T17, D15 |